# امالو ایقربن
امالو ایقربن (به فرانسوی: Amalou Ighriben) یک منطقهٔ مسکونی در مراکش است که در مکناس تافیلالت واقع شده‌است.

## خصوصیات
امالو ایقربن ۲۸٬۹۳۳ نفر جمعیت دارد.